# Zakiya Nassar
Zakiya Nassar, en ocasiones escrito  "Zakia" (en árabe: زكية نصار‎), (Belén, 2 de abril de 1987), es una nadadora olímpica palestina.
Representó a Palestina en los Juegos Olímpicos de Pekín en 2008. Según declaraciones de su entrenador, Nassar enfrentó graves dificultades para entrenar debido a la imposibilidad de acceder a una piscina. The Globe and Mail informó que "no existe ninguna piscina con medidas olímpicas en los territorios palestinos ni presupuesto para el equipo olímpico palestino". Nassar aseguró a los medios de comunicación no haber recibido apoyo de las autoridades palestinas, que en el mejor de los casos pudo nadar una vez al mes, y que por lo tanto se temía una actuación desastrosa en Pekín Las autoridades israelíes le autorizaron a nadar en una piscina en Jerusalén.
Nassar ganó en su serie de 50 metros en estilo libre, pero su tiempo de 31.97 no fue suficiente para pasar a la siguiente ronda.
Nassar vive actualmente en Belén y ha estudiado odontología en la Universidad Árabe Americana en Yenín.